# Malek Fakhro
Malek Issam Fakhro (* 14. Dezember 1997 in Essen) ist ein libanesisch-deutscher Fußballspieler. Der Mittelstürmer steht zurzeit beim Regionalligisten Hallescher FC unter Vertrag und ist A-Nationalspieler des Libanons.

## Karriere

### Vereine
Fakhro stammt aus dem Nachwuchs von Rot-Weiss Essen und wechselt 2010 weiter in die Jugend des Stadtrivalen Schwarz-Weiß Essen. Dort wurde er Anfang 2016 in den Kader der 1. Mannschaft aufgenommen und spielte fortan in der fünftklassigen Oberliga Niederrhein, wo er sich schnell zur Stammkraft entwickelte und 2020 von den ETB-Fans zum Spieler der Saison gewählt wurde. Nach insgesamt 30 Treffern in 120 Ligaspielen ging er im Sommer 2020 eine Liga höher zum Regionalligisten SV Straelen. Die Saison 2021/22 verbrachte Fakhro dann beim VfB Lübeck in der Regionalliga Nord, dort konnte er den SHFV-Pokal gewinnen. Dann folgten zwei Jahre beim Regionalligisten 1. FC Bocholt, wo er wieder zu alter Torgefahr zurückfand und in 61 Ligaspielen 30 Tore erzielen konnte. Am 1. Juli 2024 wechselte der Stürmer dann zusammen mit Trainer Dietmar Hirsch von Bocholt zum Ligarivalen MSV Duisburg. Im Sommer 2025 verließ er Duisburg und wechselte zum Hallescher FC.

### Nationalmannschaft
Am 14. November 2024 debütierte Fakhro für die libanesische A-Nationalmannschaft in einem Testspiel gegen Thailand. Beim 0:0-Unentschieden stand der Mittelstürmer in der Startelf und wurde in der 82. Minute für Samy Merheg ausgewechselt. In seinem zweiten Einsatz fünf Tage später in Myanmar erzielte er beim 3:2-Auswärtssieg den Führungstreffer für sein Team. Beim 5:0-Sieg in der Asienmeisterschaft-Qualifikation gegen Brunei absolvierte Fakhro im März 2025 dann auch sein erstes Pflichtspiel und schoss dabei zwei Tore.

## Erfolge
- SHFV-Pokalsieger: 2022 (mit dem VfB Lübeck)
- Meister der Regionalliga West 2025 und Aufstieg in die 3. Liga (mit dem MSV Duisburg)

## Sonstiges
Seine Familie musste Mitte der 1980er Jahre aus dem Libanon nach Deutschland flüchten, aufgrund vom Libanonkrieg 1982. Daher besitzt Fakhro sowohl die deutsche als auch die libanesische Staatsbürgerschaft.